# 1ª Divisão 1945 (hockey su pista)
La 1ª Divisão 1945 è stata la 7ª edizione del torneo di primo livello del campionato portoghese di hockey su pista. La competizione ha avuto inizio il 25 marzo e si è conclusa il 1º ottobre 1945.
Il titolo è stato conquistato dal Clube Desportivo de Paço de Arcos per la terza volta nella sua storia.

## Stagione

### Formula
La 1ª Divisão 1945 vide ai nastri di partenza sedici club divisi in due gironi; ogni girone fu organizzato con un girone all'italiana, con gare di andata e ritorno. Erano assegnati tre punti per l'incontro vinto e due punti a testa per l'incontro pareggiato, mentre ne era attribuito uno solo per la sconfitta. Al termine della prima fase le prime due squadre di ogni gruppo si qualificarono alla fase finale; la vincitrice venne proclamata campione di Portogallo.

## Prima fase

### Regional do Norte
|       | Pos. | Squadra           | Pt | G  | V | N | P | GF | GS | DR  |
| ----- | ---- | ----------------- | -- | -- | - | - | - | -- | -- | --- |
| [ 1 ] | 1.   | Académico Cambra  | 29 | 10 | 9 | 1 | 0 | 63 | 19 | +44 |
| [ 1 ] | 2.   | Infante de Sagres | 27 | 10 | 8 | 1 | 1 | 78 | 17 | +61 |
|       | 3.   | Espinho           | 22 | 10 | 6 | 0 | 4 | 62 | 50 | +12 |
|       | 4.   | Estrela           | 16 | 10 | 3 | 0 | 7 | 36 | 54 | -18 |
|       | 5.   | Carvalhos         | 15 | 10 | 2 | 1 | 7 | 37 | 61 | -24 |
|       | 6.   | SC Porto          | 11 | 10 | 0 | 1 | 9 | 19 | 94 | -75 |

Legenda:
  Qualificato alla fase finale.
Note:
Tre punti a vittoria, due per il pareggio, uno a sconfitta.

### Regional de Lisboa
|       | Pos. | Squadra          | Pt | G  | V  | N | P  | GF  | GS  | DR  |
| ----- | ---- | ---------------- | -- | -- | -- | - | -- | --- | --- | --- |
|       | 1.   | CF Benfica       | 49 | 18 | 15 | 1 | 2  | 118 | 36  | +82 |
|       | 2.   | Paço de Arcos    | 48 | 18 | 15 | 0 | 3  | 122 | 37  | +85 |
| [ 2 ] | 3.   | Sintra           | 48 | 18 | 14 | 2 | 2  | 110 | 33  | +77 |
| [ 2 ] | 4.   | Benfica          | 39 | 18 | 10 | 1 | 7  | 77  | 61  | +16 |
|       | 5.   | Sporting Oeiras  | 37 | 18 | 9  | 1 | 8  | 61  | 53  | +8  |
|       | 6.   | Lisgas           | 34 | 18 | 7  | 2 | 9  | 47  | 66  | -19 |
|       | 7.   | Ateneu Comercial | 34 | 18 | 8  | 0 | 10 | 42  | 92  | -50 |
|       | 8.   | Campo de Ourique | 25 | 18 | 3  | 1 | 14 | 30  | 103 | -73 |
|       | 9.   | Amadora          | 23 | 18 | 3  | 0 | 15 | 32  | 98  | -66 |
|       | 10.  | Cascais          | 22 | 18 | 1  | 2 | 15 | 25  | 85  | -60 |

Legenda:
  Qualificato alla fase finale.
Note:
Tre punti a vittoria, due per il pareggio, uno a sconfitta.

## Fase finale

### Classifica finale
|  | Pos. | Squadra       | Pt | G | V | N | P | GF | GS | DR  |
|  | ---- | ------------- | -- | - | - | - | - | -- | -- | --- |
|  | 1.   | Paço de Arcos | 17 | 6 | 5 | 1 | 0 | 38 | 15 | +23 |
|  | 2.   | Sintra        | 15 | 6 | 4 | 1 | 1 | 22 | 13 | +9  |
|  | 3.   | CF Benfica    | 9  | 6 | 2 | 0 | 4 | 10 | 23 | -13 |
|  | 4.   | Benfica       | 6  | 6 | 0 | 0 | 6 | 17 | 36 | -19 |

Legenda:
      Campione di Portogallo.
Note:
Tre punti a vittoria, due per il pareggio, uno a sconfitta.

### Risultati
| andata  | andata | Incontro                 | ritorno | ritorno |
|         |        |                          |         |         |
| 27 lug. | 1-2    | CF Benfica-Paço de Arcos | 1-9     | 22 set. |
| 30 lug. | 3-4    | Benfica-Sintra           | 1-6     | 23 set. |
| 5 ago.  | 3-2    | Sintra-CF Benfica        | 3-2     | 1º ott. |

| andata  | andata | Incontro              | ritorno | ritorno |
|         |        |                       |         |         |
| 6 ago.  | 16-6   | Paço de Arcos-Benfica | 4-3     | 26 set. |
| 12 ago. | 5-2    | Paço de Arcos-Sintra  | 2-2     | 30 set. |
| 13 ago. | 3-2    | CF Benfica-Benfica    | 3-2     | 30 set. |

| andata  | andata | Incontro                 | ritorno | ritorno |
|         |        |                          |         |         |
| 27 lug. | 1-2    | CF Benfica-Paço de Arcos | 1-9     | 22 set. |
| 30 lug. | 3-4    | Benfica-Sintra           | 1-6     | 23 set. |
| 5 ago.  | 3-2    | Sintra-CF Benfica        | 3-2     | 1º ott. |

| andata  | andata | Incontro              | ritorno | ritorno |
|         |        |                       |         |         |
| 6 ago.  | 16-6   | Paço de Arcos-Benfica | 4-3     | 26 set. |
| 12 ago. | 5-2    | Paço de Arcos-Sintra  | 2-2     | 30 set. |
| 13 ago. | 3-2    | CF Benfica-Benfica    | 3-2     | 30 set. |